# Apocrisias thaumasta
Apocrisias thaumasta là một loài bướm đêm thuộc phân họ Arctiinae, họ Erebidae.